# Owner Buy Out
 (juin 2009).
Si vous disposez d'ouvrages ou d'articles de référence ou si vous connaissez des sites web de qualité traitant du thème abordé ici, merci de compléter l'article en donnant les références utiles à sa vérifiabilité et en les liant à la section « Notes et références ».
 (juin 2009).
La forme ressemble trop à un extrait de cours et nécessite une réécriture afin de correspondre aux standards de Wikipédia.
L’OBO, (de l'anglais owner buy out), est un cas particulier de leveraged buyout (ou LBO). Il s'agit de l'achat d'une entreprise par une holding détenue conjointement par un DG et des investisseurs. Depuis l'amendement Charasse, le DG ne peut être majoritaire dans la holding de rachat s’il est déjà majoritaire dans la cible (on dénonce ici le cas de vente à soi-même). Le dirigeant peut formuler différents souhaits : 
- préparer sa retraite
- transmettre à ses enfants
- continuer son activité
- préparer une transition managériale de son entreprise
- maintenir ou augmenter son niveau de vie actuel
- dégager des liquidités.

Pour réussir sa transmission, il peut choisir de ne rien faire (mais forte exposition de son patrimoine aux droits de succession). Il peut décider de céder son entreprise à un concurrent ou à un industriel. Il peut également mettre en place une opération d’effet de levier.
Les aspects patrimoniaux de sa transmission :
- importance de l’anticipation et de la préparation du DG
- audit de protection sociale (diagnostic de la situation du DG, prévoyance, retraite)
- bilan patrimonial (validation des objectifs à moyen et court terme)
- aménagement du régime matrimonial : objectif d’assurer une meilleure protection du conjoint et réaliser une économie de droits de mutation à titre gratuit.

Il y a deux options pour ce type d’aménagement :
- création d’une société d’acquêts avec une clause d’attribution au conjoint survivant (en cas de régime de séparation de biens cela permet de conférer des biens propres à son conjoint sans payer de droits de mutation sur ces biens)
- opter pour la communauté universelle avec clause d'attribution intégrale au conjoint survivant (cela permet de conférer à son conjoint l’ensemble des dettes et biens)

L’OBO repose sur un principe de cession en 2 temps : il s’agit d’abord pour le dirigeant de céder une bonne partie de ses titres en conservant un reliquat pendant une période de 3 à 5 ans puis de céder ce reliquat. Il rend ainsi son patrimoine plus liquide. Tout d’abord, le dirigeant doit valoriser son entreprise (cible) puis de choisir ses partenaires financiers, ses associés pour ensuite réaliser une opération de cash out.